# Dimitrij Sergejevič Dohturov
Dimitrij Sergejevič Dohturov (rusko Дми́трий Серге́евич Дохтуро́в), ruski general, * 1759, † 1816.
Bil je eden izmed pomembnejših generalov, ki so se borili med Napoleonovo invazijo na Rusijo; posledično je bil njegov portret dodan v Vojaško galerijo Zimskega dvorca.

## Življenje
Šolanje je prejel v paškem korpusu. Leta 1781 je pričel vojaško službo in sicer kot poročnik v dvornem Semjonovskem polku. 
Leta 1797 je bil povišan v generalmajorja; izkazal se je med rusko-švedsko vojno leta 1788-90 in kampanjami leta 1805-07. 
Na začetku patriotske vojne je bil poveljnik 6. pehotne skupine 1. armade. Izkazal se je med bitko pri Borodinu. 
Leta 1816 je bil odpuščen iz vojaške službe, nakar je umrl še istega leta.